# Грос Годемс
Грос Годемс (њем. Groß Godems) општина је у њемачкој савезној држави Мекленбург-Западна Померанија. Једно је од 76 општинских средишта округа Пархим. Према процјени из 2010. у општини је живјело 392 становника. Посједује регионалну шифру (AGS) 13060030.

## Географски и демографски подаци
Грос Годемс се налази у савезној држави Мекленбург-Западна Померанија у округу Пархим. Општина се налази на надморској висини од 65 метара. Површина општине износи 15,2 km². У самом мјесту је, према процјени из 2010. године, живјело 392 становника. Просјечна густина становништва износи 26 становника/km².